# 巴卜之戰
巴卜之戰是包括自由叙利亚军屬下團體在內的敘利亞反對派與土耳其軍隊聯合發起的一次攻勢，以奪取被伊斯兰国佔領的敘利亞阿勒颇省城市巴卜。被土耳其政府敵視的敘利亞民主力量曾有意搶在自由軍和土耳其軍之前攻佔巴卜。
2017年2月23日，土耳其領導的聯軍攻佔巴卜。

## 2016年

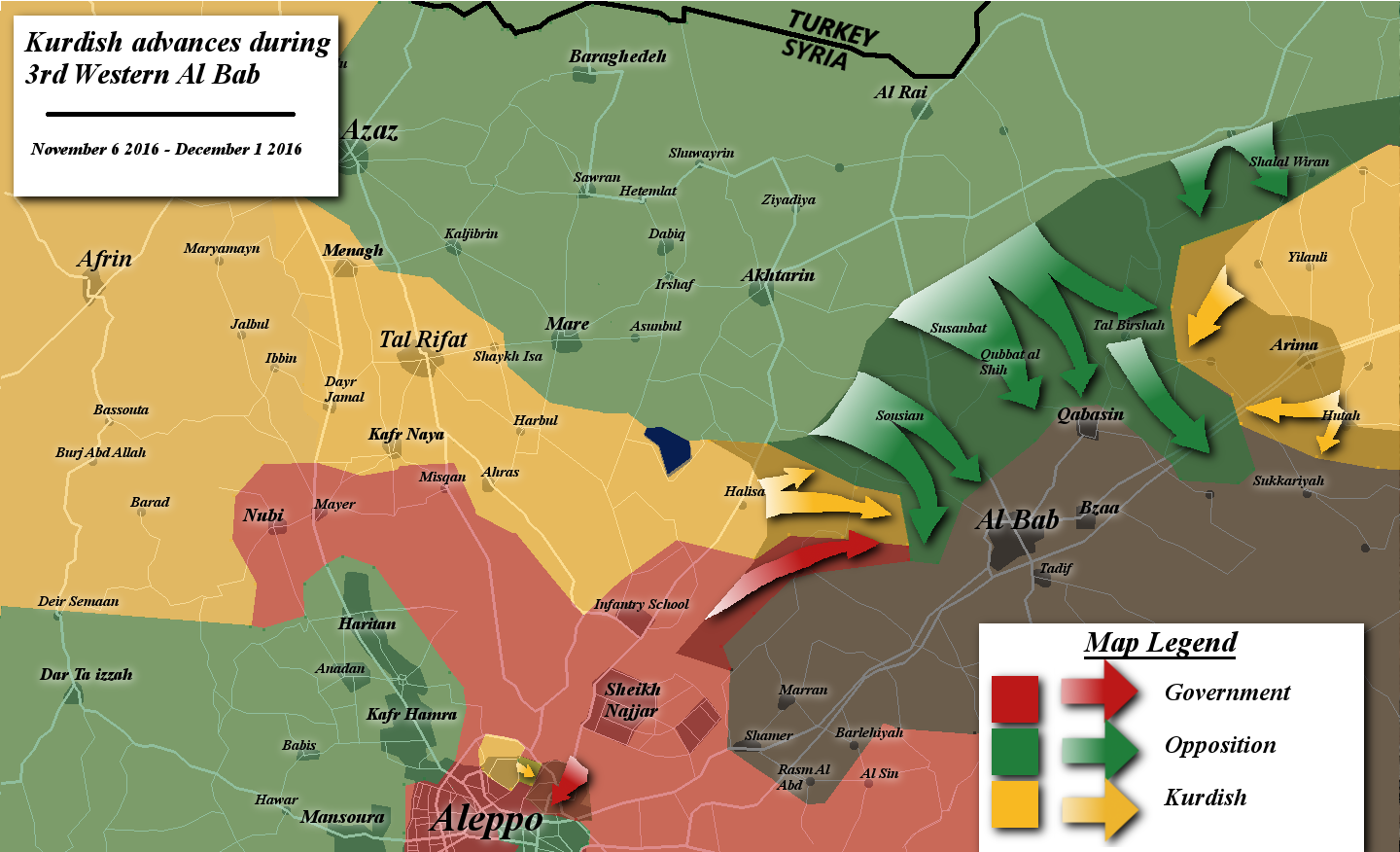
2016年12月1日形勢圖

敘反對派與土耳其的聯軍開始攻勢後，很快進抵巴卜外圍，與此同時，敘利亞民主力量攻佔巴卜以東的7條村。
土耳其領導的聯軍在巴卜遇到伊斯蘭國頑強抵抗，久攻不下。
11月23日，敘民主力量攻佔Arima村。土耳其軍向該地區由敘民主力量控制的村莊發炮。
11月25日至27日間，敘民主力量從伊斯蘭國手上攻佔巴卜以西的兩個村莊，而敘反對派攻佔巴卜以東的3個村莊。在巴卜以東兩個由敘民主力量控制的村莊遭到敘反對派攻擊。親敘利亞政府的部隊從伊斯蘭國手上攻佔巴卜以西的4個村莊。
11月28日，敘政府軍從土耳其支持的敘反對派手上攻佔巴卜以西的一個村莊，距離巴卜市不到5公里。
土耳其軍方宣稱在2016年12月21日一日內，土耳其軍打死近140名伊斯蘭國武裝分子。土耳其於12月24日稱土耳其戰機在阿勒頗市東北20公里處炸死68名伊斯蘭國武裝分子。
2016年12月26日，親敘利亞政府的消息來源稱俄羅斯空軍首度在敘利亞境內直接支援土耳其軍。土耳其副總理努曼·庫爾圖爾穆什否認該報道。12月27日，1,000名土耳其軍人和2,000名敘反對派人員抵達前方增援。
一名土耳其官員在2016年12月29日稱俄羅斯空軍首度攻擊巴卜的伊斯蘭國目標，而土耳其軍正在進攻巴卜市的北部和西部。土耳其外長表示土耳其與俄羅斯並無聯合行動。

## 2017年

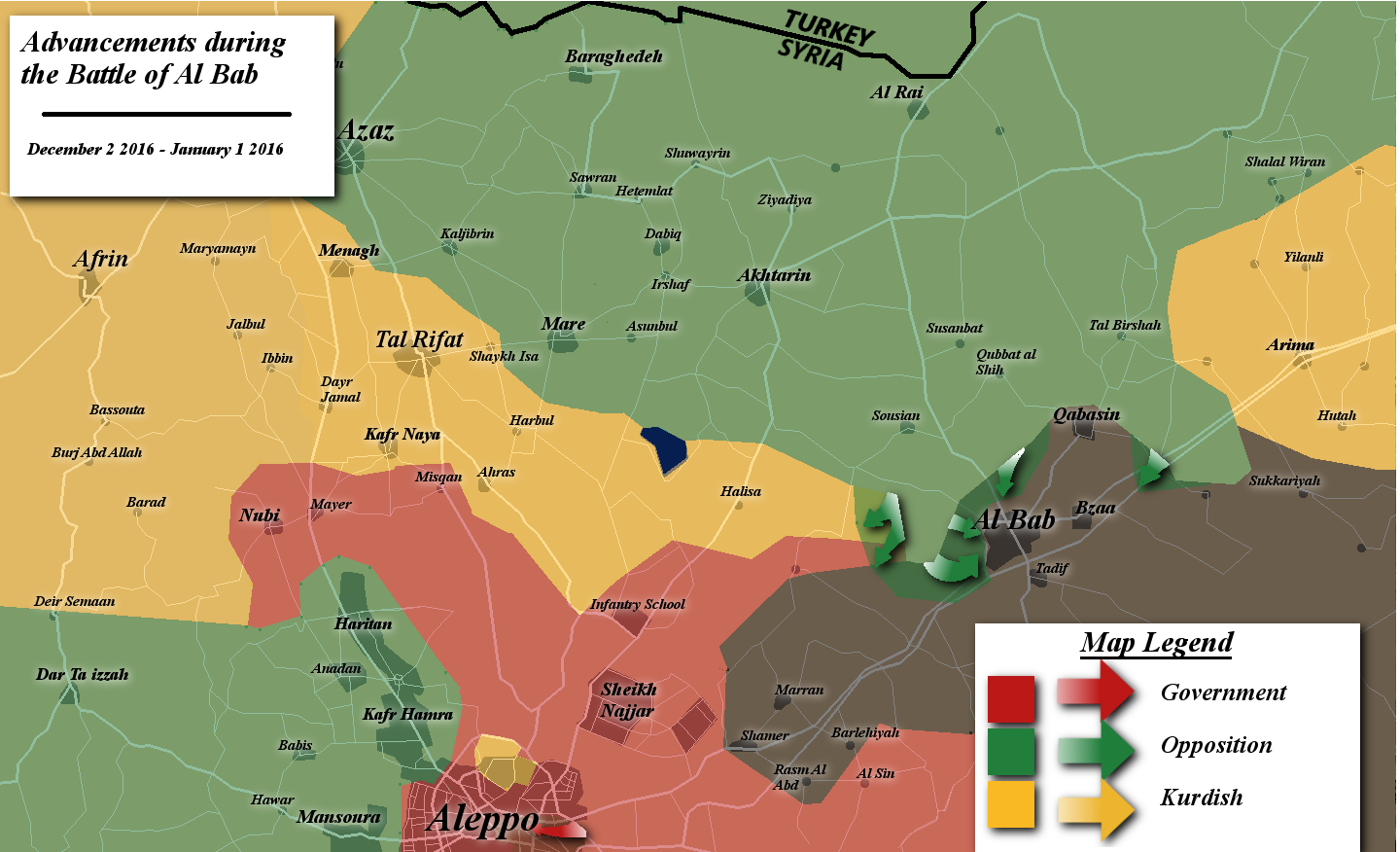
2017年1月1日形勢圖

2017年1月15日有報道稱土耳其陸軍在巴卜之戰中已損失約10輛豹2型坦克。
美軍宣稱在巴卜附近針對伊斯蘭國進行空襲。
在1月22日晚至23日凌晨，土耳其軍在巴卜地區打死65名伊斯蘭國武裝分子。

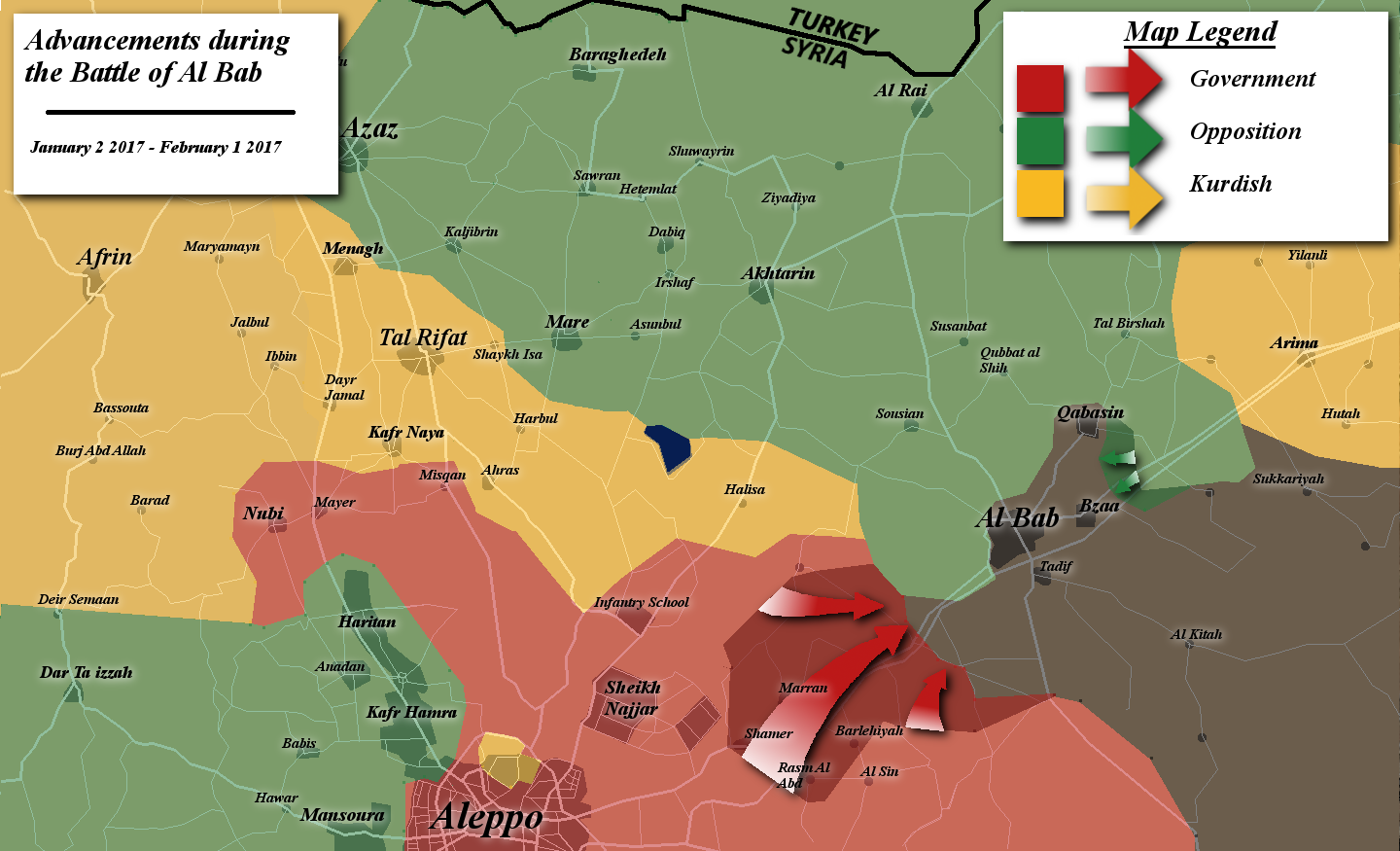
2017年2月1日形勢圖

至2月9日上午，土耳其聯軍已攻佔巴卜市的北部，伊斯蘭國在市內的武裝人員仍有約1,000人，在外圍有約800人。同日俄羅斯戰機誤炸在巴卜地區作戰的土耳其軍隊，造成三名土耳其軍人喪生，俄羅斯總統普京致電土耳其總統埃爾多安，對誤炸事件致歉。
2月10日，敘利亞政府軍收復巴卜市以南的Abou Taltal村，距離巴卜市不到2公里。2月11日，俄羅斯外交部宣稱敘利亞政府軍在俄羅斯空軍支援下收復塔代夫（Tadef）鎮。俄方宣稱敘政府軍在塔代夫的攻勢消滅650名武裝分子及兩輛坦克。敘政府軍在到達預定的分隔政府軍和反對派的接觸線後停止向巴卜推進。

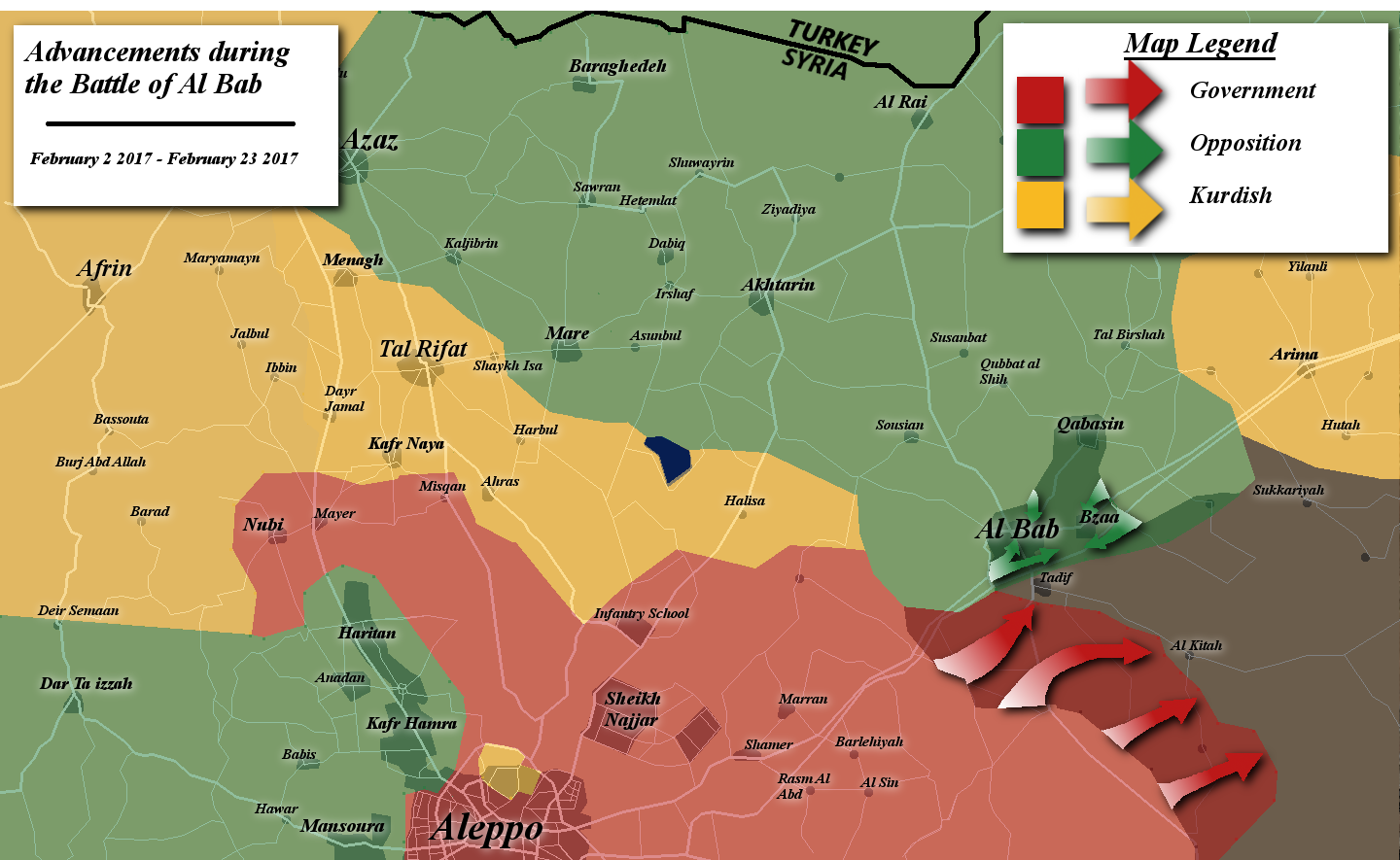
2017年2月23日形勢圖

2月23日，土耳其領導的聯軍攻佔巴卜。2月24日，敘利亞反政府武裝在巴卜附近的一個指揮中心遭到疑似由伊斯兰国發動的自殺式汽車炸彈襲擊，造成至少60人喪生。
2月26日，敘利亞國營電視台報道敘政府軍收復巴卜以南的塔代夫鎮，俄羅斯方面曾在2月11日宣稱敘政府已收復塔代夫。